# فابین دژیزگا
فابین دژیزگا (به لهستانی: Fabian Drzyzga) (زاده ۳ ژانویه ۱۹۹۰ در بوردو) بازیکن والیبال اهل لهستان، عضو تیم ملی والیبال لهستان و باشگاه آسیکو رسوویا ژشوف است. فابین به همراه لهستان به مدال طلا قهرمانی جهان ۲۰۱۴ و مدال برنز قهرمانی اروپا ۲۰۱۱ رسید. پدر او مفسر والیبال و برادرش توماش یکی از مدیران اجرایی باشگاه زاکسا کوژله است.